# Jan Ceulemans
Jan Anna Gumaar Ceulemans, mais conhecido como Jan Ceulemans (Lier, 28 de Fevereiro de 1957), é um treinador e ex-futebolista belga que atuava como meio-campo. Atualmente, sem clube.

## Carreira
Jogou pela seleção belga em 96 jogos. Atuou na época de maior gloria da seleção da Bélgica, quando era comandada pelo técnico Guy Thys. Durante esse peridodo Ceulemans ajudou a Bélgica a chegar na final da Eurocopa 1980, na qual perdeu para a seleção alemã, e participou do jogo que a seleção belga ganhou da seleção argentina por 1 a 0 na copa do mundo de 1982 no estádio Camp Nou.
Ceulemans também jogou na copa do mundo de 1986 onde sua seleção ficou em 4° lugar. Ceulemans marcou 3 gols na copa de 1986, incluindo o gol contra Seleção da Espanha nas quartas-de-final, numa linda cabeçada. Quando jogador era chamado de "Capitão Coragem" pelos companheiros, por sua liderança e atuação em campo. Após a copa do mundo de 1990 ele se retirou do futebol internacional.

## Treinador
Apos parar de jogar futebol Ceulemans virou treinador de futebol do Eendracht Aalst em 1992, no qual conquistou a promoção para Jupiter league e classificação para Taça UEFA.
Em 1998 foi treinar o Westerloo onde mais uma vez conseguiu a classificação para Taça UEFA. no ano de 2005 Ceulemans recebeu o convite para treianar o "seu" Club Brugge com um contrato de 3 anos, mas um série de maus resultados o levou a ser demitido em abrl de 2006. Atualmente ele está treinando novamente o Westerloo.